# Північне Косово
Північне Косово (серб. Северно Косово/Severno Kosovo, алб. Kosova Veriore), також регіон відомий як Ібарський Колашин (серб. Ибарски Колашин, алб. Kollashini i Ibrit) — регіон у північній частині Косова, що складається з чотирьох муніципалітетів із сербською більшістю серед населення: Північна Косовська Митровиця, Лепосавич, Звечан та Зубін Поток.
До Брюссельської угоди 2013 року, регіон функціонував незалежно від установ у Косові, так як вони відмовилися визнати незалежність Косова, оголошену у 2008 році. Уряд Косова був противником паралельного уряду для сербів у цьому регіоні. Однак, всепаралельні структури були скасовані згідно Брюссельської угоди, підписаної між урядами Косова і Сербії. Обидва уряди погодилися на створення Асоціації сербських муніципалітетів. Асоціація як очікується, буде офіційно сформована у 2015 році. Відповідно до угоди, ця асамблея не матиме жодних законодавчих повноважень та судові органи будуть інтегровані і працюватимуть у рамках правового поля Косова.

## Географія
Північне Косово займає повністю три північних громади краю: Лепосавич, Звечан і Зубін-Поток, а також порівняно невелику частина громади Косовська-Митровиця за північним берегом річки Ібар. Місто Косовська Митровиця також розділене на сербську і албанську частини по річці Ібар. Північне Косово охоплює близько 1200 км² або 11,1 % площі краю. Завдяки своєму кордону з Сербією, Північне Косово не відноситься до численних сербських анклавів у Косові.
Північне Косово багате мінеральними ресурсами, в ньому розташований гірничодобувний комплекс Трепча.

## Галерея

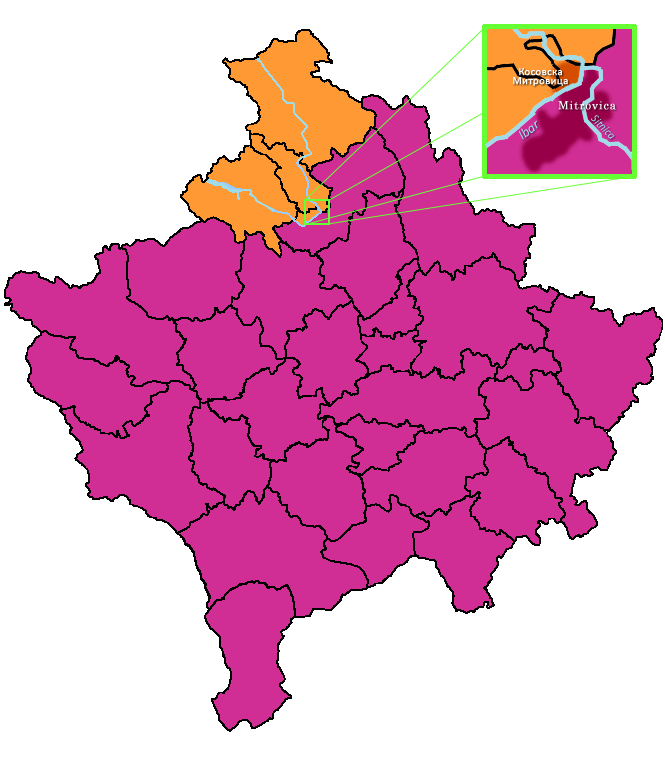
Північне Косово
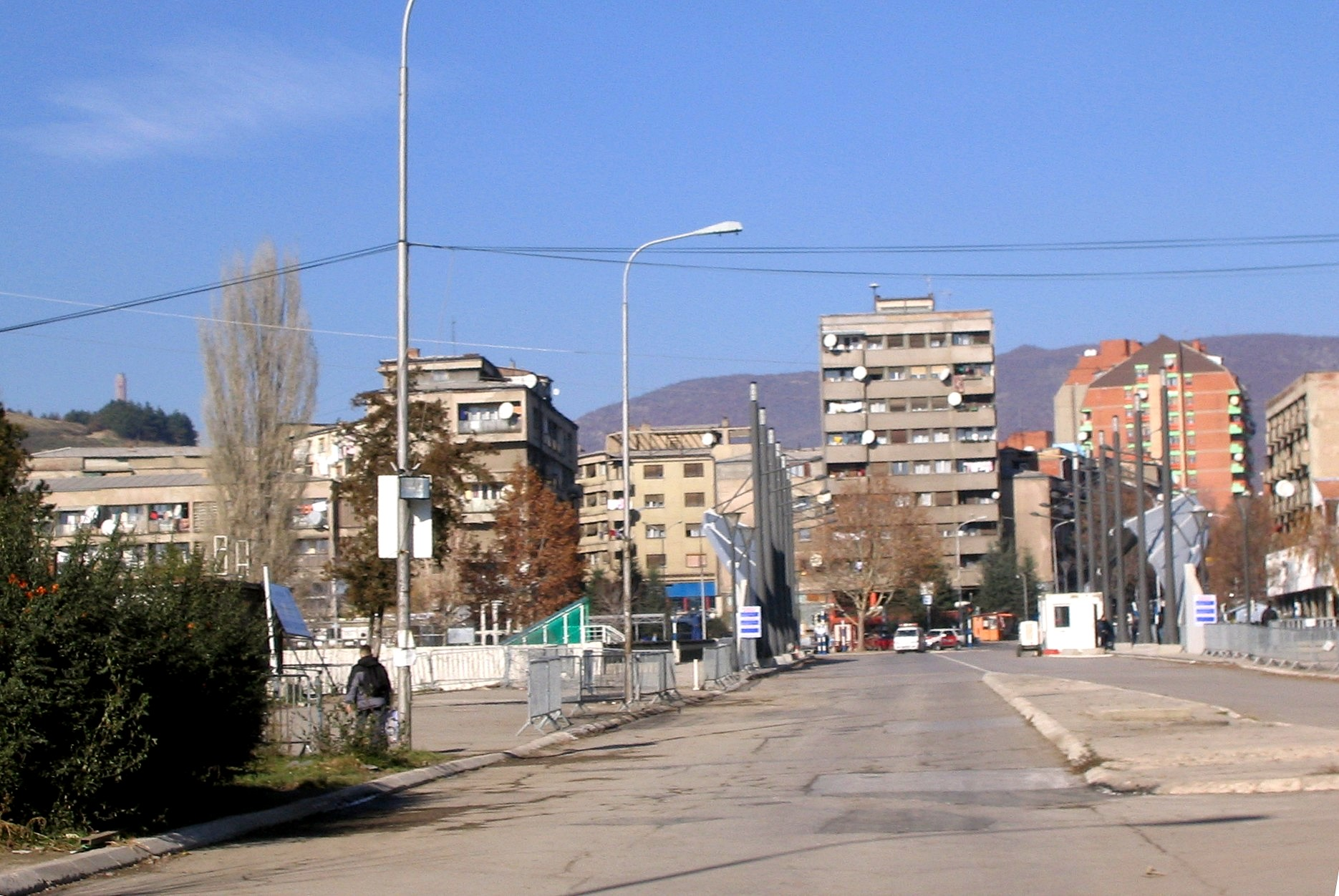
Міст в Косовській-Митровиці через р. Ібар
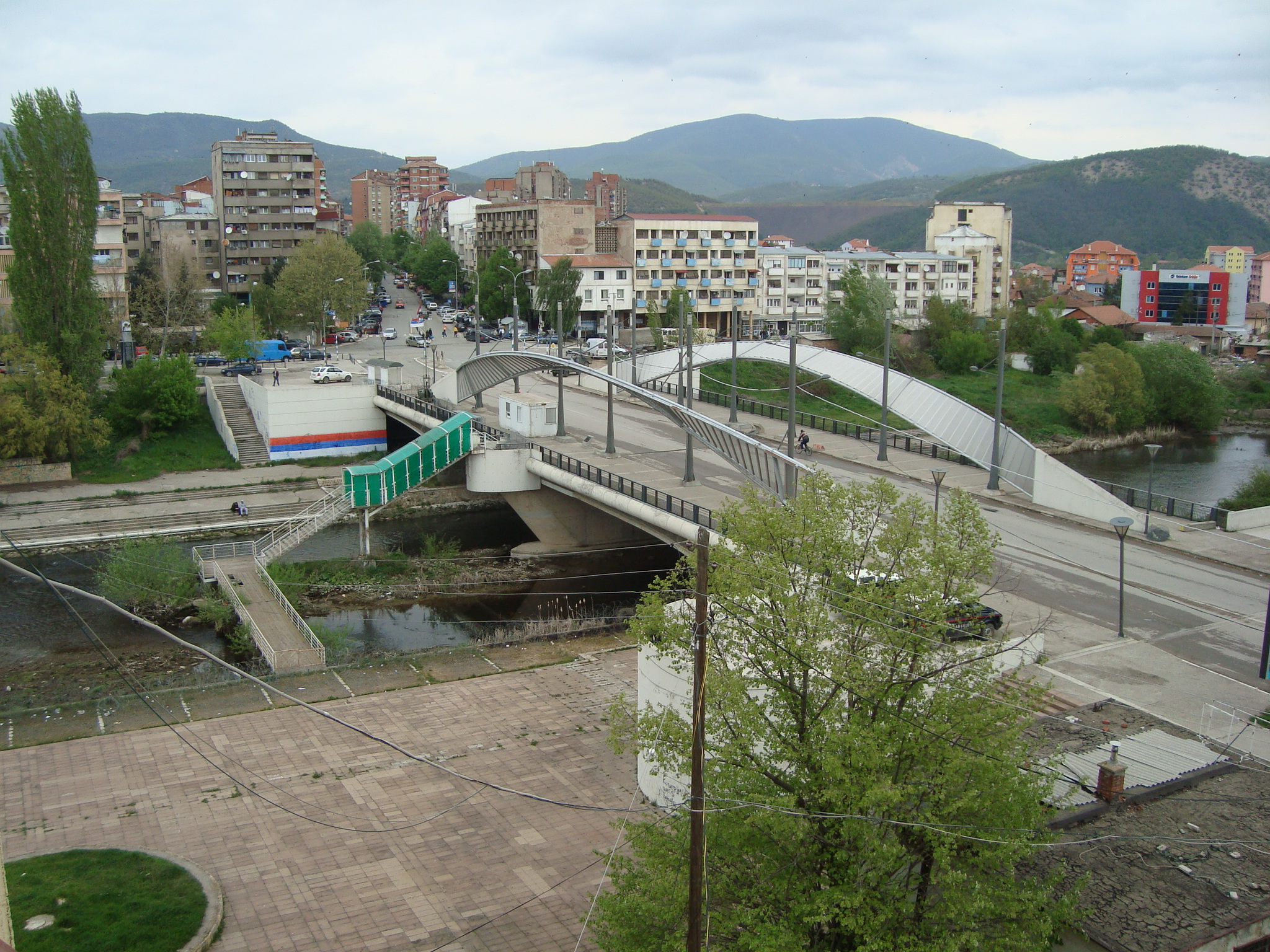
Міст в Косовській-Митровиці через р. Ібар
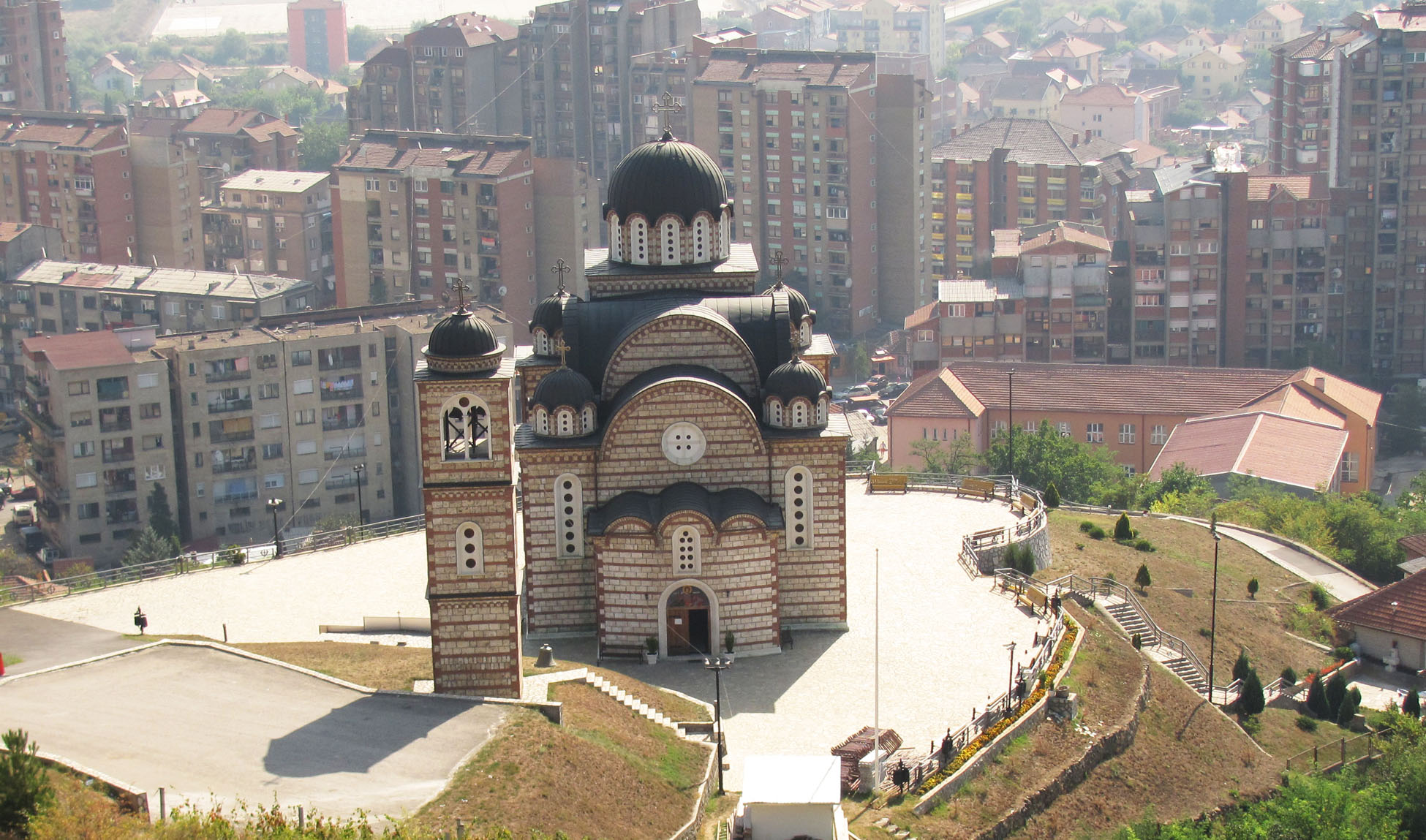
Церква в північній частині Косовської-Митровиці
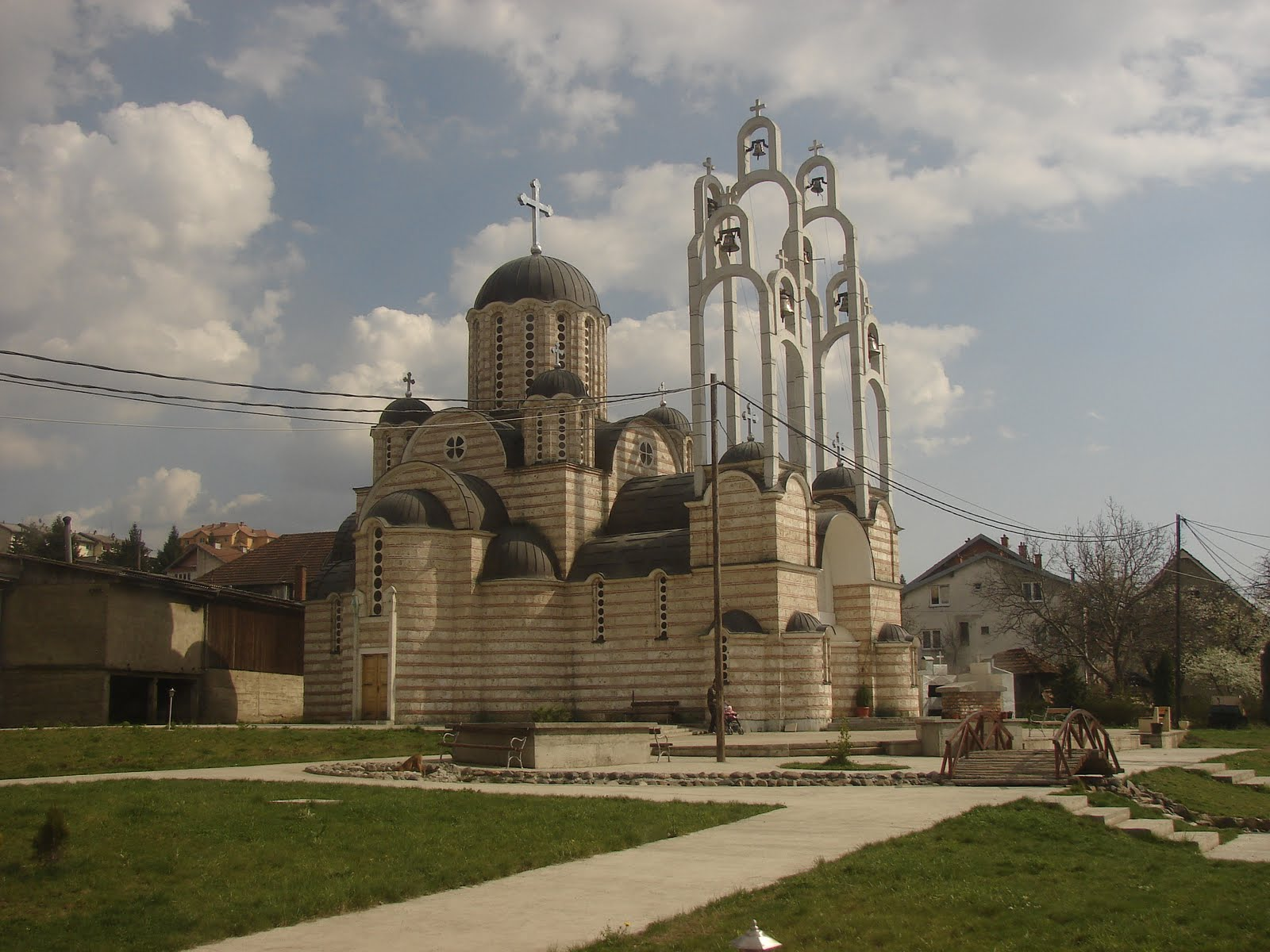
Церква Василя Острозького в Лепосавич
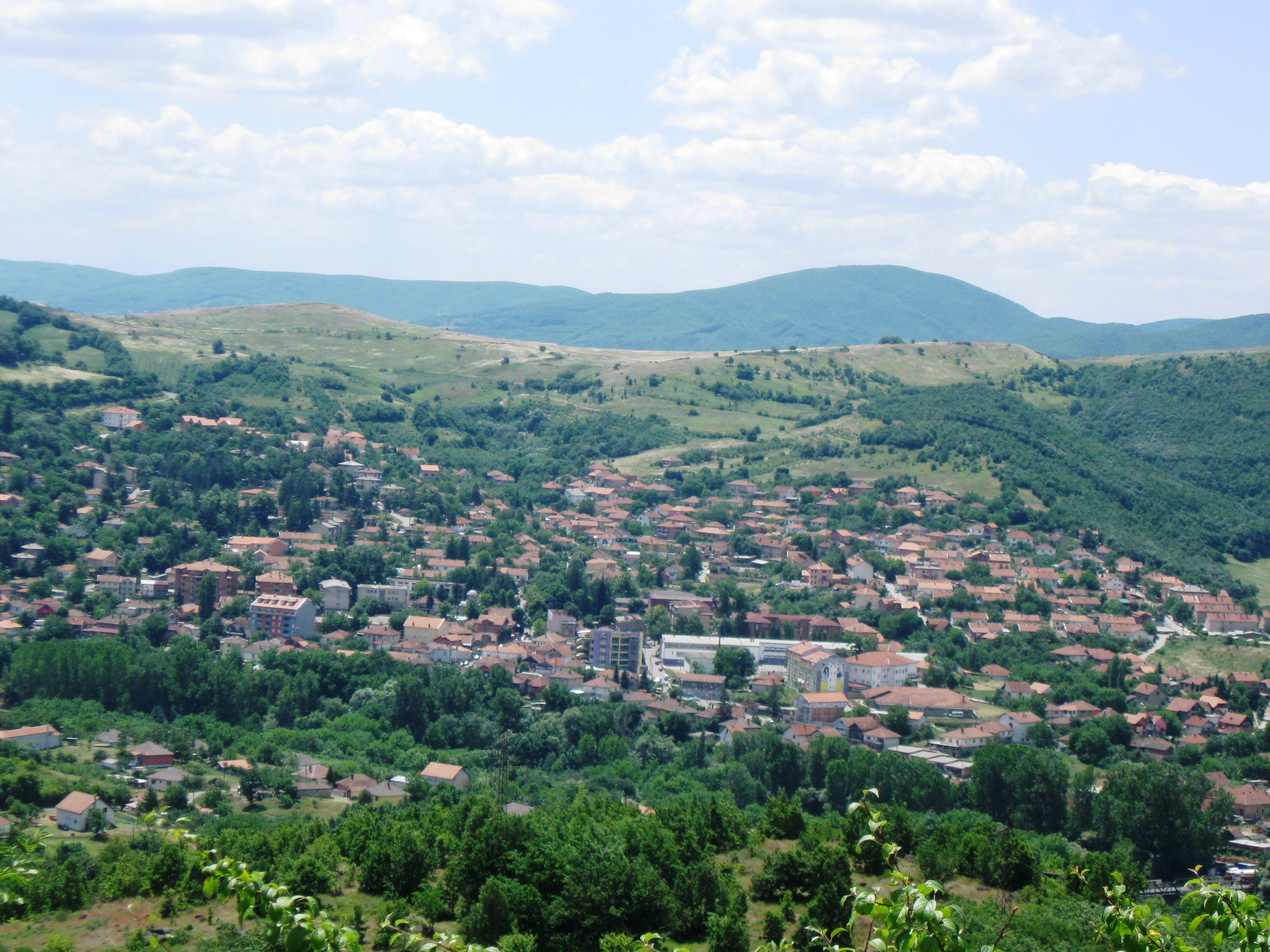
Звечан
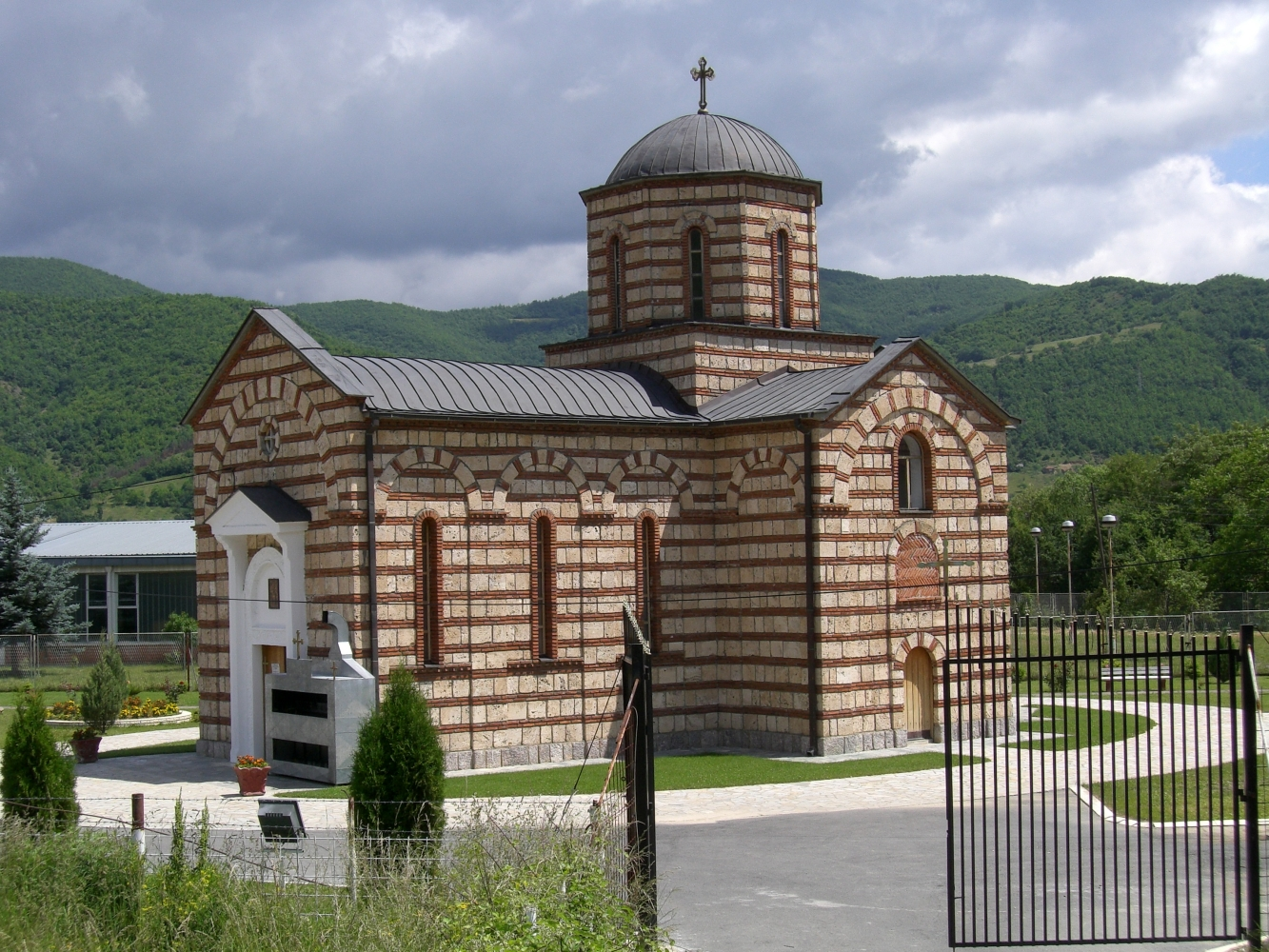
Церква Святої Трійці в Зубін-Потоці

## Історія

### ДоПершої світової війни

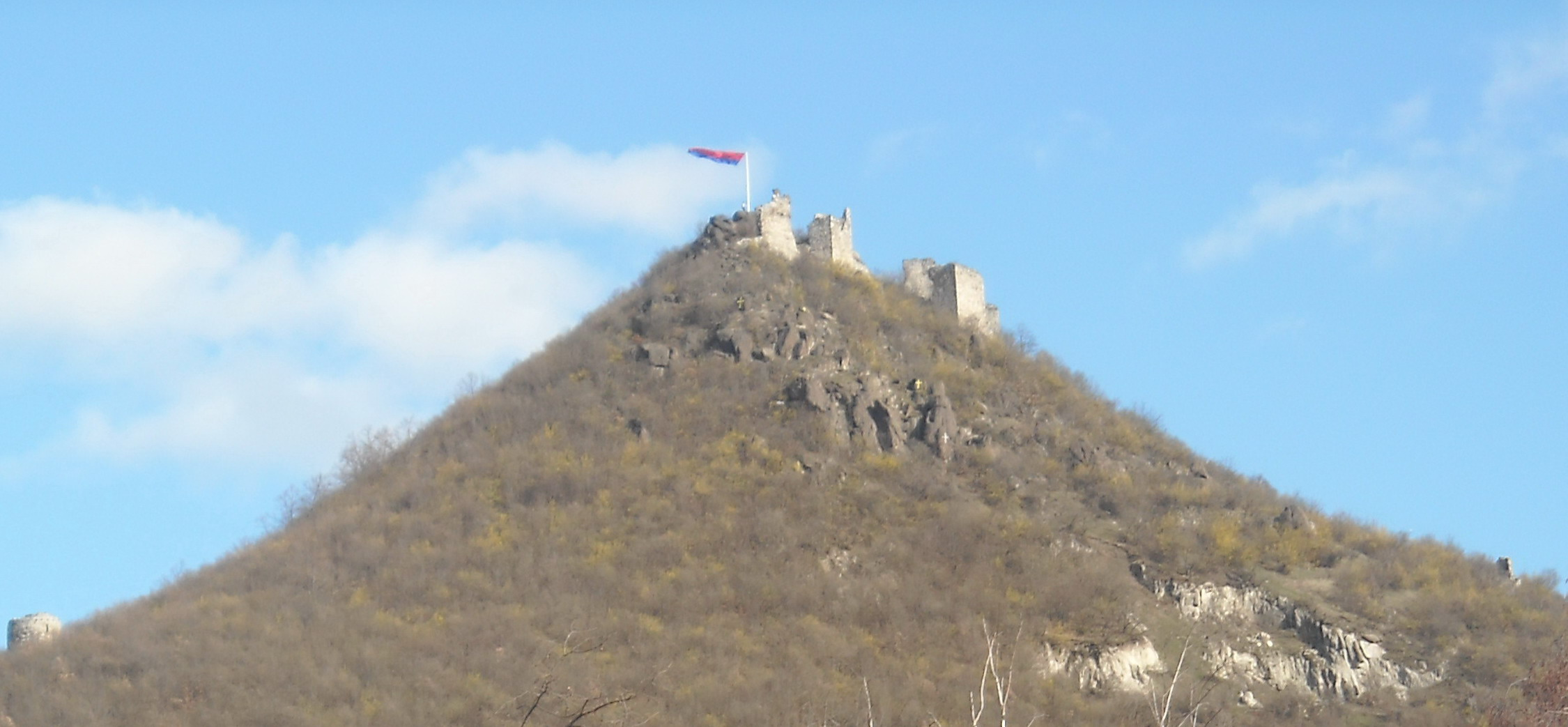
Залишки середньовічної фортеці в Звечані

Північне Косово було частиною Тракійсько-іллірійської землі Дарданії до римського завоювання в I столітті. Після розколу імперії на дві половини воно стало частиною Східної імперії в 395 році н. е. В VII столітті під час Великого переселення народів ця територія часто ставала частиною різних слов'янських і сербських держав. В XI столітті північ Косова перейшла до сербської держави Рашка, яка була перетворена в королівство в 1217 році і Сербську Імперію в 1346 році. З її розпадом в епоху феодалізму в 1370-х, Північне Косово потрапило під владу Лазаревичів, а в 1402 році воно стало частиною нової сербської держави. Багатства його мінеральних джерел були відкриті і вперше видобуті сербами. Після оттоманської окупації 1441—1444, турки завоювали його в 1455 році і приєднали до провінції Румелія.
Кілька століть регіон провів в ісламській культурі і релігії за рахунок турецьких та інших поселенців серед православних сербів. У період між 1689 і 1690 австрійським Габсбургам вдалося взяти під свій контроль владу в регіоні за допомогою сербських повстанців. У XIX столітті в ході реорганізації в Османській імперії був створений окремий Вілайєт Косово. Він став одним із центрів сербської культури в Османській Імперії.

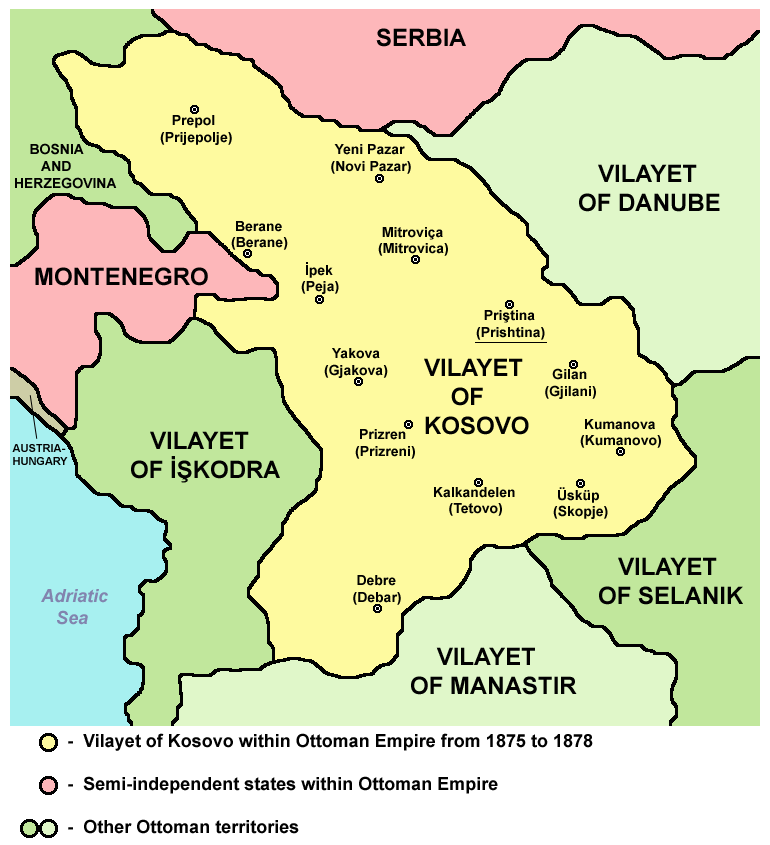
Вілаєт Косово (1875-1878)
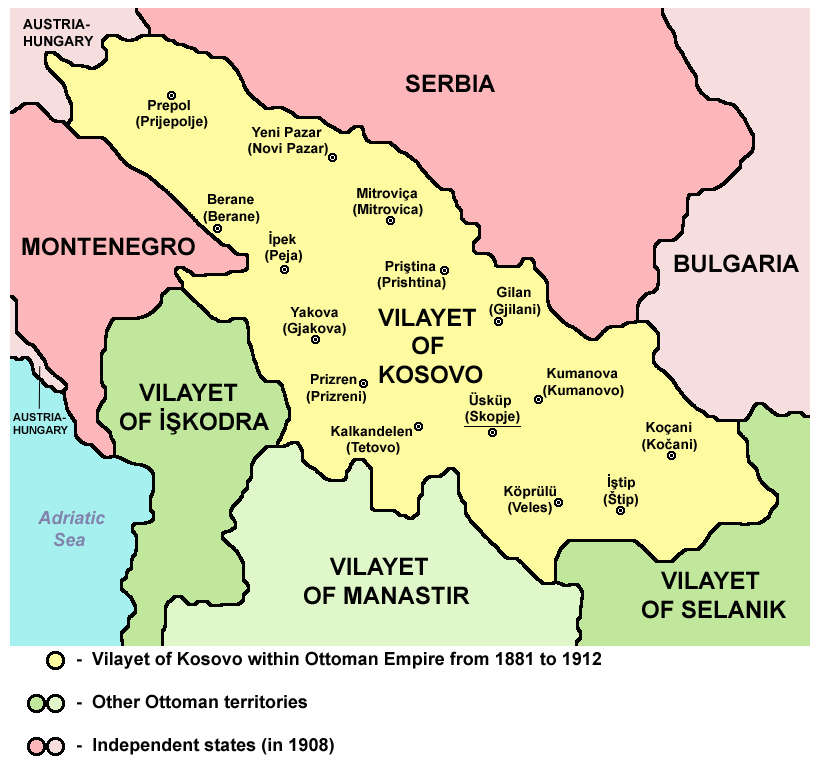
Вілайєт Косово (1881-1912)

На Берлінському конгресі 1878 року Північне Косово було вирішено передати новій незалежній державі Сербія, яка повністю звільнилося від Османської імперії під час Першої Балканської війни в 1912 році.

### Під час і післяПершої світової війни
У період між 1915 і 1918 роками регіон нетривалий час перебував під окупацією Центральних держав під час Першої світової війни, після чого став частиною Королівства сербів, хорватів і словенців. Спочатку він був частиною Звечанського округу, але в 1922 році, після прийняття нового адміністративного поділу, став частиною області Рашка. У 1929 році назва королівства була офіційно змінена на Югославію і Північне Косово стало частиною Зетської бановини.

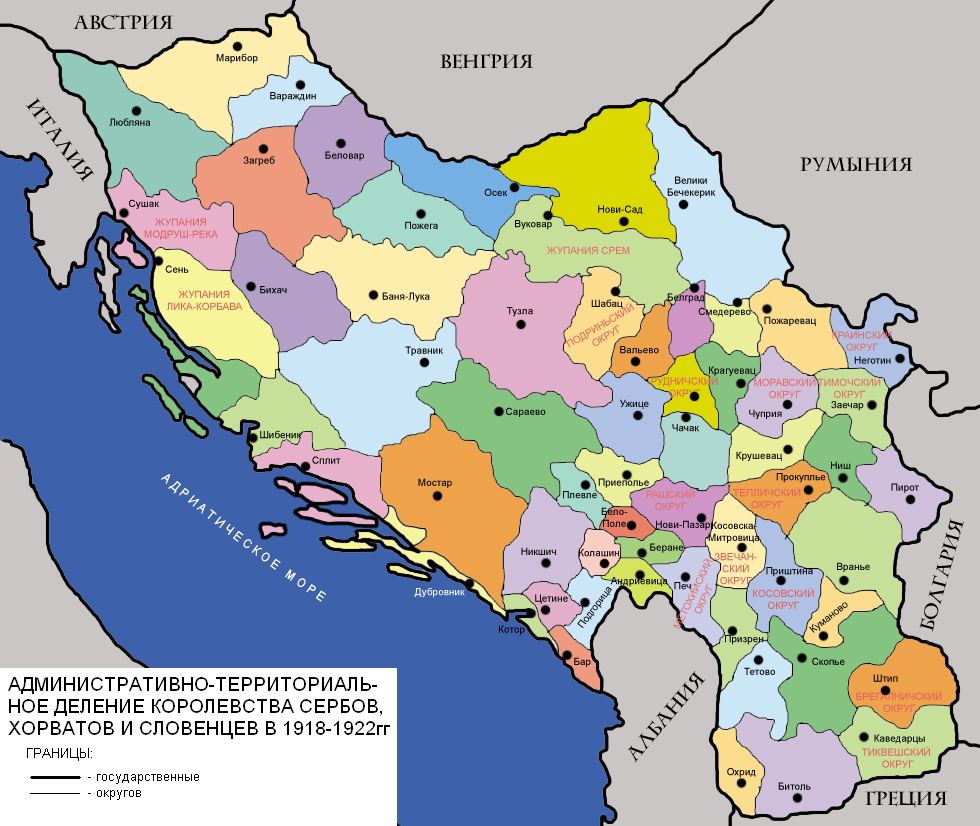
1918-1922

### Під час і післяДругої світової війни
Під час Другої світової війни, після окупації німецькими військами в 1941 році, велика частина Північного Косова потрапила під владу нацистського маріонеткового уряду національного порятунку сербського режиму Мілана Недіча. Кордон між Албанією і Сербією під час окупації кілька разів змінювалася на користь першої, проте Північне Косово протягом війни залишалося частиною Сербії.

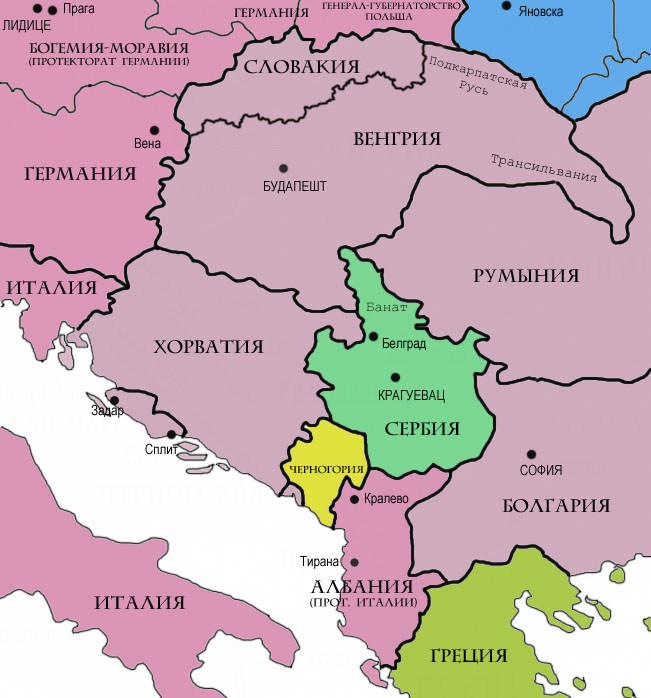
Балкани в 1942
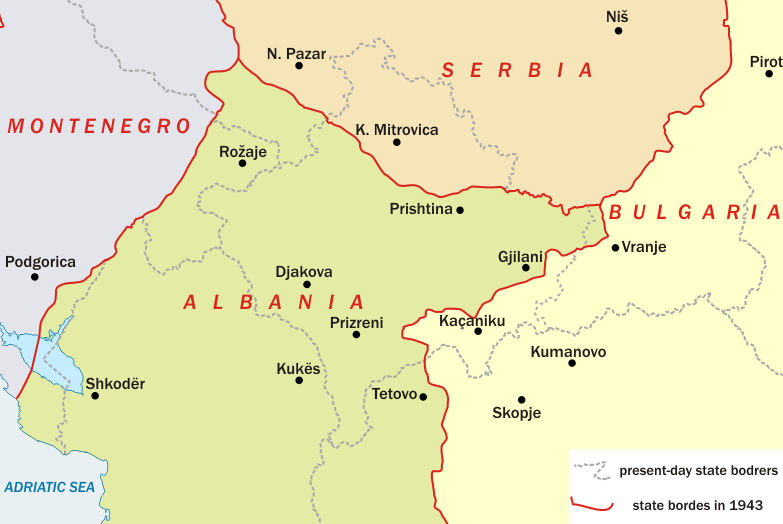
Косово в 1941-1944
Серби в Югославії (1990) [2]

Регіон був повністю звільнений партизанами в 1945 році, ставши частиною соціалістичної Сербії в складі федеративної Югославії. Влада СФРЮ всіляко обмежували сербів у їх бажанні повернутися після війни назад в Косово і Метохію і, навпаки, не перешкоджали албанцям переселятися з Албанії в більш економічно розвинену Сербію, вважаючи, що таким чином зуміють домовитися про включення до складу СФРЮ Албанії, віддаючи їй натомість Косово і Метохію (див. Велика Югославія). Але оскільки події не стали розвиватися за таким сценарієм і, навпаки, почала виникати загроза сепаратизму в бік Албанії, в 1959 році було прийнято рішення збільшити сербський елемент в автономному краї Косово і Метохія за допомогою виключення з його складу східної частини (Прешевська долина), населеної албанцями, і приєднанням Північного Косова, населеного сербами. В результаті структурних змін в кінці 1960-х і початку 1970-х років Північне Косово стало у веденні безпосередньо властей Соціалістичного Автономного краю Косово, який практично вийшов з-під контролю влади Соціалістичної Республіки Сербія.
Сербський контроль над цим регіоном був відновлений в 1989 і 1990 роках, повноваження влади Косова (з 1990 — Косова і Метохії), Чорногорії та Сербії зведені до мінімуму в рахунок федеральних. Після військової операції НАТО проти Югославії в 1999 році Північне Косово потрапило під міжнародне управління, а Сербія практично повністю втратила контроль над ним.

## Населення

Етнічний склад населення Косова: синій — албанці, рожевий — серби.

Ще до війни на Балканах 1999 року в північній частині Косова проживали переважно серби зі значною албанською меншиною і невеликими мусульманськими (горанці та інші слов'яни-мусульмани), циганськими і турецькими меншинами. За югославської перепису 1991 року чисельність населення в муніципалітетах Лепосавич, Звечан і Зубін-Поток становила близько 35 тисяч осіб, з яких 84,9 % становили серби, 11,1 % албанці і 3,9 % решта, хоча Статистичне управління Косова оцінює результати цього перепису, як «сумнівні», враховуючи, що більшість албанців бойкотували його.
Муніципалітет Косовська-Митровиця, і зокрема його адміністративний центр з прилеглими селами, був населений переважно албанцями.
Військова операція НАТО та етнічні чистки по відношенню до сербів в інших частинах Косова під час війни призвели до того, що чисельність сербів в цілому по Косову скоротилася до менш ніж 5 %. Частина сербських біженців влаштувалася в Північному Косові, значно збільшивши частку сербського населення регіону. В 2006 році, за оцінками ОБСЄ, чисельність населення муніципалітетів Лепосавич, Звечан і Зубін-Поток становила приблизно 46000 осіб, з яких 95,5 % становили серби, 3 % албанці і 1,5 % інші. Косовська-Митровиця була розділена між сербами і албанцями наприкінці війни по річці Ібар. На півночі Косовська-Митровиці в даний час проживає близько 17 тисяч сербів і 3000 представників інших меншин. Більшість циган змістилося на північ, у той час як невелика кількість турків і горанців, які раніше жили по обидва боки річки на південь. ОБСЄ, однак, не вдалося точно оцінити чисельність населення муніципалітету та його національний склад.
Відповідно до цих цифр в Північному Косові проживають приблизно 66 тисяч чоловік, з яких трохи більше 95 % — етнічні серби. За оцінками влади Косова, загальна кількість косовських сербів становить 112 700 осіб, з яких близько 54 % - жителі Північного Косова.

## Розділ Косова або обмін територіями

Косово, Північне Косово і прикордонні райони Сербії, де албанці складають значну частину населення:
— Прешево:> 90 %
— Буяновац: 55 %
— Медвежа: 26 %

## Економіка

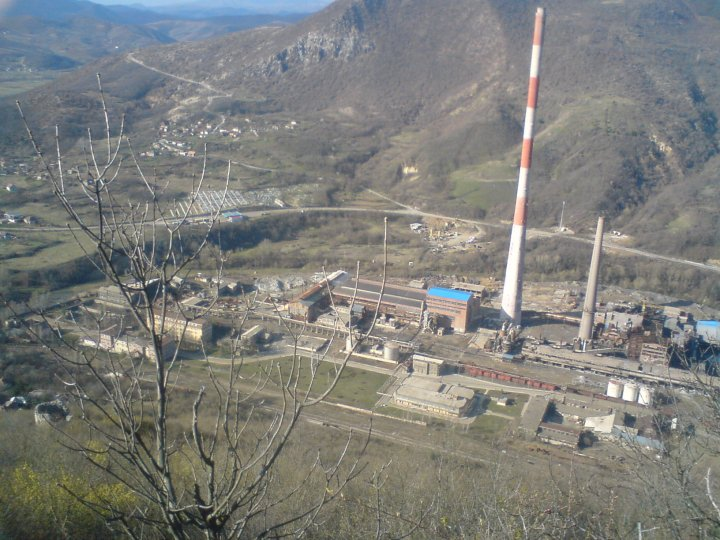
Трепча

Економіка регіону була зруйнована в результаті війни. У Косовській-Митровиці до 2006 року рівень безробіття досяг 77 %. Найбільшим роботодавцем раніше був гірничодобувний комплекс Трепча (алб.) в Звечані, на якому були працевлаштовані 4000 чоловік. Тим не менш, він був закритий у серпні 2000 року у зв'язку з серйозним забрудненням навколишнього середовища. Економічна ситуація значно погіршилася в останні роки через відсутність капітальних інвестицій, що посилюється невизначеністю, викликаною політичною суперечкою з приводу майбутнього регіону. У Північному Косові використовується сербська національна валюта — сербський динар, а не євро — валюта Республіки Косово.

## Автономія Північного Косова
У січні 2010 року албанська влада Республіки Косово заявила про плани щодо створення в Північному Косові муніципалітету Північна Митровиця.
20 червня 2012 року уряд Республіки Косово призначило Адріяну Ходжич главою адміністративної канцелярії в північній частині Косовської-Митровиці. Керівник канцелярії наділяється такими ж повноваженнями, як і глави косовських муніципалітетів. У канцелярії працюватимуть 80 чоловік, а її річний бюджет складе 4 мільйони євро.
22 червня 2012 року опозиціонери закидали будівлю уряду Республіки Косово помідорами на знак протесту проти можливих поступок на переговорах з Сербією. У той же самий час прем'єр-міністр Хашим Тачі проводив переговори зі спецпосланцем ЄС Робертом Купером. «Ми продовжимо наші протести, бо люди в уряді готові продати північ Косова, надавши йому статус автономії. Це знищить суверенітет нашої країни», — заявив опозиційний депутат парламенту Косова Глаук Коньюфка. Члени радикальної Партії самовизначення закликають припинити консультації щодо нормалізації відносин з Сербією і зажадати від останньої вибачень за злочини, вчинені під час Балканської війни.
5 липня 2012 року у Франкфурті віце-прем'єр уряду Косова Беджет Паколлі запропонував створити вільну економічну зону на півночі Косова. 18 грудня джерела в уряді Сербії повідомили, що Белград буде домагатися для Північного Косова автономії за аналогією з автономією боснійської Республіки Сербської. За даними ЗМІ, документ вже схвалений президентом і урядом і буде найближчим часом переданий для вивчення парламентськими фракціями і косовськими сербам. Представник косовських сербів, голова скупщини сербських громад Косова і Метохії, Марко Якшич заявив з цього приводу: "Мені здається, що автор цього плану — НЕ Томіслав Ніколіч, а країни "великої п'ятірки «, тобто Франція, Німеччина, Велика Британія, Італія і США. У кожному разі якщо Північне Косово стане чимось на зразок Республіки Сербської, то центральна влада у сербів буде в Приштині, а не в Белграді. А це фактично означає визнання незалежності Косова (…) а це означає цілковиту зраду державних і національних інтересів Сербії.»
Наприкінці грудня 2012 року влада Сербії запропонувала створити на півночі Косова так зване Автономне співтовариство сербських муніципалітетів (або, за іншими джерелами, Автономне об'єднання сербських общин). Нова автономія може отримати свої прапор, герб і гімн, матиме двопалатний парламент (палата регіонів і палата громадян) і виконавчу раду. Влада автономії буде мати повноваження в галузях освіти, охорони здоров'я, економічної політики, торгівлі, телекомунікацій, управління поліцією і багатьох інших. Регулювання деяких з цих сфер може бути організовано за прикладом іспанської автономної області Каталонія. Поряд з громадами півночі Косова в автономію повинні увійти громади Грачаніца, Штрпце та інші, маленькі анклави повинні отримати спеціальний статус. «Платформа», яку погодив сербський уряд і президент, має бути схвалена парламентом в найближчому майбутньому. 25 грудня представники сербських громад Косова (101 від півночі і 21 від півдня Косова) обговорили і підтримали запропоновану сербським урядом «платформу».
Підписана навесні 2013 року Брюссельська угода передбачає створення Союзу сербських общин'. Президент Косова Атіфете Ях'яґа пояснила в інтерв'ю косовському телебаченню, що «Союз сербських общин, як частина Брюссельської угоди, не приносить сербам автономію, а лише регулює відносини між громадами». «Це не політично-територіальна автономія і не другий чи третій рівень влади», — заявила Ях'яґа.

## Референдум
14 і 15 лютого 2012 року в Північному Косові пройшов референдум. На питання «визнаєте ви органи влади так званої Республіки Косово?» 99,74 % проголосували відповіли негативно. «Так» проголосували лише 69 осіб. До участі до голосування були допущені 35,5 тис. виборців, явка склала 75,28 %. Керівництва Республіки Косово і Сербії засудили дії влади Північного Косова. «Проведення референдуму демонструє хворобливі амбіції та територіальні претензії Сербії щодо Косова», — підкреслюється в заяві уряду Республіки Косово. «Ця ініціатива підриває потенціал нашої держави і не відповідає інтересам косовських сербів. Таким чином вони дистанціюються від держави і захисту законних інтересів сербського населення в Косові і Метохії», — заявив президент Сербії Борис Тадіч. Голова муніципалітету Косовська-Митровиця Крстмір Пантич визнав, що референдум не матиме юридичних наслідків, оскільки по сербській конституції край Косово і Метохія і без того є частиною Сербії. «Ми послали міжнародному співтовариству ясний сигнал, що очікуємо зменшення тиску на північну частину краю і що міжнародне співтовариство має змінити свій підхід до вирішення тої безлічі проблем, які є тут», — заявив Пантич.

## Договір про нормалізацію відносин

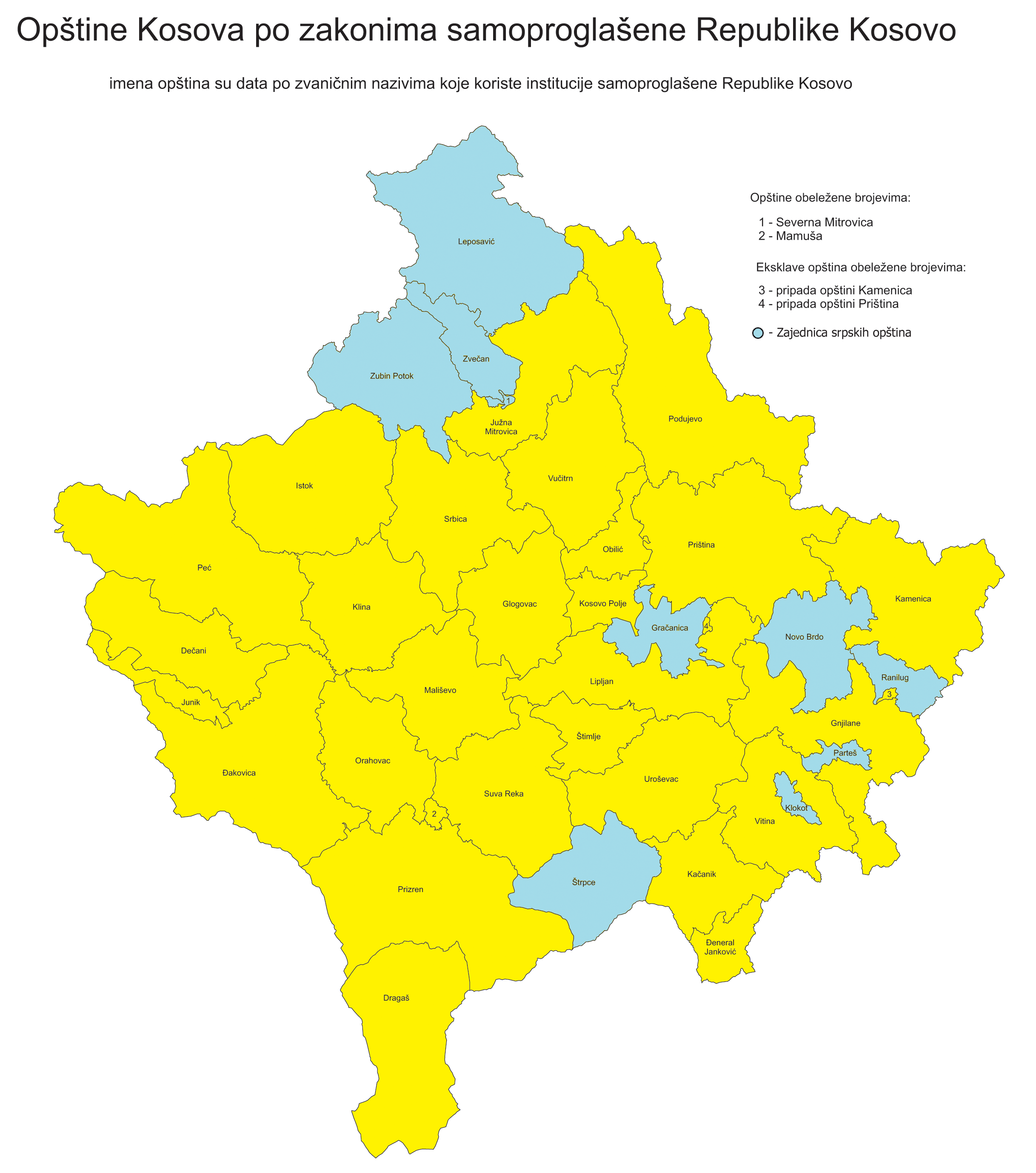

13 січня 2013 року парламент Сербії підтримав розроблений президентом Ніколичем план по створенню сербської автономії на півночі Косова. За ухвалення документа проголосували 175 з 250 депутатів Народної скупщини.
Після тривалих переговорів, які йшли на тлі мітингів і зіткнень на півночі Косова, 19 квітня Івіца Дачич і Хашим Тачі уклали в Брюсселі угоду про нормалізацію відносин. Угода надає певні повноваження косовським сербам всередині інститутів Республіки Косово. Поліцейські підрозділи сербської частини Косова повинні бути повністю інтегровані в єдину косовську службу. Командувати регіональним поліцейським управлінням, яке візьме під контроль чотири сербські громади, стане косовський серб. Судові органи північного Косова будуть інтегровані в косовські і стануть діяти за косовськими законам. У сербській частині міста Косовська-Митровиця буде заснований окружний суд із сербських представників, що підкоряються Приштині. Питання про перебування сил безпеки Республіки Косово у сербській півночі не було вирішено остаточно, існує усна домовленість, що допуск цих сил в Північне Косово потрібно буде погоджувати з НАТО і можна дозволяти тільки в разі катаклізмів. Фактично угода підтверджує незалежність Республіки Косово.
До кінця квітня угода була ратифікована парламентами Сербії та Косова.

### Вибори до місцевих органів влади

Нейтральна символіка, що застосовувалася на виборах

3 листопада 2013 в Республіці Косово відбулися місцеві вибори. Вперше вони проходили одночасно на всій заявленій території республіки, включаючи Північне Косово, і підтримувалися владою Сербії, яким за це було обіцяно розпочати переговори про вступ до Європейського Союзу. Організацією виборів займалася ЦВК Косова, а самі вибори проходили за законами республіки, через що з боку ряду сербських опозиційних політичних сил звучали заклики бойкотувати голосування. За прогнозами у бойкоті могли взяти участь близько 90 % населення Північного Косова. При середній явці по Косові в 45,72 % явка на виборах на півночі Косова склала 15 %, в тому числі в Косовській-Митровиці — 7,09 %. В Північній Косовській-Митровиці на трьох дільницях були призначені повторні вибори. В них взяли участь трохи більше 20 % виборців.

## Відомі  урожденці
- Іса Болетіні — Косово-албанський націоналіст і партизан
- Реджеп Митровиця —  Албанський політик, 20-й прем'єр-міністр Албанії
- Милан Бишевац — сербський футболіст
- Милош Красич — сербський футболіст
- Невена Божович — сербська співачка, представниця Сербії на «Дитячому Євробаченні — 2007», представниця Сербії на «Євробаченні» 2013